# Onibe
L'Onibe est un fleuve du versant est de Madagascar. Il se jette dans l'Océan Indien dans la région Atsinanana, au nord de Foulpointe.

## Géographie
L'Onibe prend source près de Anosy, passe à proximité des localités suivantes de Mangabe, Marovahy, Ampasimbe-Onibe, Ambodibonara. 
La route nationale 5 le rencontre : 17° 39′ 12″ S, 49° 28′ 16″ E  au nord de la pointe de Mahavelona.

### Toponymes
L'Onibe a donné son hydronyme à la localité de Ampasimbe-Onibe.

### Bassin versant
L'Ivondro est un fleuve au sud de l'Onibe, le Lazafo est un fleuve côtier au nord de l'Onibe.